# Sørøveri
Sørøveri - røveri til søs, også kendt som pirateri - er en forbrydelse, som gennem historien har spillet en afgørende betydning i flere områder. Et grundelement i sørøveri er skibets rolle - dels som bytte, dels som flugtfartøj. Meget sørøveri har fundet sted nær grænserne mellem forskellige lande, hvor sørøverne har kunnet skjule sig i ét land og plyndre i et andet. Dette har også været udnyttet i krigssammenhæng, hvor kapere har fået tilladelse til at tage fjendtlige skibe til fange – for indsatsen fik kaperen udleveret skibets ladning.
Udøvere af sørøveri kaldes sørøvere eller pirater.

## Historie
Adam af Bremen skriver i sin krønike omkring 1076 at rejse i farvandet fra   Jylland og Fyn til Sjælland var farlig på grund af pirater.
Han skriver videre at Sjælland var overordentlig rig på guld fra sørøvertogter og at piraterne kaldet sig Wichingos (vikinger).

### Moderne pirater
Sørøveri er ikke længere et problem i europæiske farvande, men forekommer hyppigt fx i Det Sydkinesiske Hav. 
Moderne pirater benytter højteknologi kombineret med lavteknologi i form af simple både og våben, og pirater benytter mobiltelefoner, moderne hurtigbåde, maskingeværer som AK-47 og til og med RPG'er (Rocket Propelled Grenades). Pirater aflytter beviseligt satellitkommunikation som Inmarsat for at beregne fragt og graden af risiko.[kilde mangler]